# Kombinační číslo

Binomické koeficienty lze uspořádat do tvaru Pascalova trojúhelníka, ve kterém je každá hodnota součtem dvou hodnot ležících nad ní. Pokud počítáme od nuly, tak na -tém řádku odshora a -té pozici na daném řádku se nachází

Znázornění binomické expanze do čtvrté mocniny

Kombinační číslo je matematická funkce, která udává počet kombinací, tzn. způsobů, jak vybrat {\displaystyle k}-prvkovou podmnožinu (bez ohledu na pořadí jejích prvků) z {\displaystyle n}-prvkové množiny ({\displaystyle k\,} a {\displaystyle n\,} jsou čísla přirozená). Kombinační čísla zapisujeme {\displaystyle {n \choose k}} (čte se „{\displaystyle n} nad {\displaystyle k}“), někdy se používá také značení {\displaystyle _{n}C_{k}\,}, {\displaystyle C(n,k)\,} či {\displaystyle C_{n}^{k}}. Hodnotu kombinačních čísel lze vyjádřit pomocí faktoriálu:
{\displaystyle {n \choose k}=\left\{{\begin{matrix}{\frac {n!}{k!(n-k)!}}\,&&{\mbox{pro }}n\geq k\geq 0;\\0\,&&{\mbox{jinak,}}\,\qquad \qquad \end{matrix}}\right.}
Platí rovnost
{\displaystyle 1={0 \choose 0}={n \choose 0}={n \choose n}.}
Kombinační čísla se používají hlavně v kombinatorice, velice důležité je využití v binomické větě (přičemž je zde označováno jako binomický koeficient), v Leibnizově pravidle nebo při výpočtu pravděpodobnosti v binomickém rozdělení.

## Základní vlastnosti
Pro přirozená čísla n a k, kde {\displaystyle 0\leqq k\leqq n} a {\displaystyle m\in \mathbb {N} }, platí:
{\displaystyle {n \choose k}={n \choose {n-k}}}
{\displaystyle {{n} \choose {1}}=n}
{\displaystyle {{n} \choose {0}}={{n} \choose {n}}={{0} \choose {0}}=1}
{\displaystyle {n \choose {k+1}}={n \choose k}{\frac {n-k}{k+1}}}
{\displaystyle {\binom {n}{k}}={\frac {n}{k}}{\binom {n-1}{k-1}}}
{\displaystyle {{n+1} \choose {k}}={n \choose k}+{n \choose {k-1}}}
{\displaystyle {{n+1} \choose {k+1}}={n \choose k}+{n \choose {k+1}}}
{\displaystyle {{n-1} \choose {k-1}}+{{n-1} \choose {k}}={n \choose {k}}}
{\displaystyle \sum _{i=k}^{n}{i \choose {k}}={n+1 \choose {k+1}}}
{\displaystyle \sum _{i=0}^{n}{{k+i} \choose {i}}={k+n+1 \choose n}}
{\displaystyle \sum _{i=0}^{n}{n \choose {i}}=2^{n}}
{\displaystyle \sum _{i=0}^{n}(-1)^{i}{n \choose {i}}=0}
{\displaystyle \sum _{i=0}^{n}{n \choose {i}}^{2}={2n \choose {n}}}
{\displaystyle \sum _{i=0}^{m}{{n+i} \choose {n}}={{n+m+1} \choose {n+1}}}
{\displaystyle \sum _{i=0}^{m}{{n+i} \choose k}={{n+m+1} \choose {k+1}}-{{n+1} \choose {k+1}}}
{\displaystyle \sum _{i=1}^{n}{i}={{n+1} \choose {2}}={{n+1} \choose {n-1}}={\frac {n}{2}}(n+1)}

## Zobecnění kombinačních čísel
Pokud definujeme kombinační číslo takto
{\displaystyle {z \choose k}={\frac {z(z-1)(z-2)\cdots (z-k+1)}{k!}}},
kde {\displaystyle k} je nezáporné celé číslo, pak je zřejmé, že pravá strana má smysl, i když číslo {\displaystyle z} není celé nezáporné. Na číslo {\displaystyle z} dokonce nemusíme klást žádné podmínky, může se jednat dokonce o číslo komplexní. Vztah je tedy přirozeným zobecněním kombinačních čísel a je používán hlavně v zobecněné binomické větě.
Další možnou definici nám umožňuje nahrazení faktoriálu gama funkcí
{\displaystyle {z \choose k}={\frac {\Gamma (z+1)}{\Gamma (z-k+1)\Gamma (k+1)}}},
kde {\displaystyle z} i {\displaystyle k} mohou být komplexní čísla – pak ovšem nebudou platit popsané vlastnosti kombinačních čísel pro všechny hodnoty.